# عورة
العورة أي مكان في الجسم البشري يتحتم تغطيته بالملابس في الأماكن العامة، من باب الاحتشام.
وتختلف التسمية حسب المكان، ولكن في الثقافة الشرقية فإن الأعضاء الحميمة هي عادة أعضاء التكاثر والشهوة الجنسية في جسم الإنسان وهي:
- المقعدة والشرج والعجان.
- عند الذكر: القضيب والخصية والصفن
- عند الإناث: المهبل والفرج والثدي والحلمات و الهالات.